# Alexteroon jynx
Alexteroon jynx е вид земноводно от семейство Hyperoliidae. Видът е критично застрашен от изчезване.

## Разпространение
Разпространен е в Камерун.

## Описание
Популацията на вида е намаляваща.